# Oenochroma vetustaria
Oenochroma vetustaria là một loài bướm đêm thuộc họ Geometridae. Loài này có ở Tasmania.

## Hình ảnh

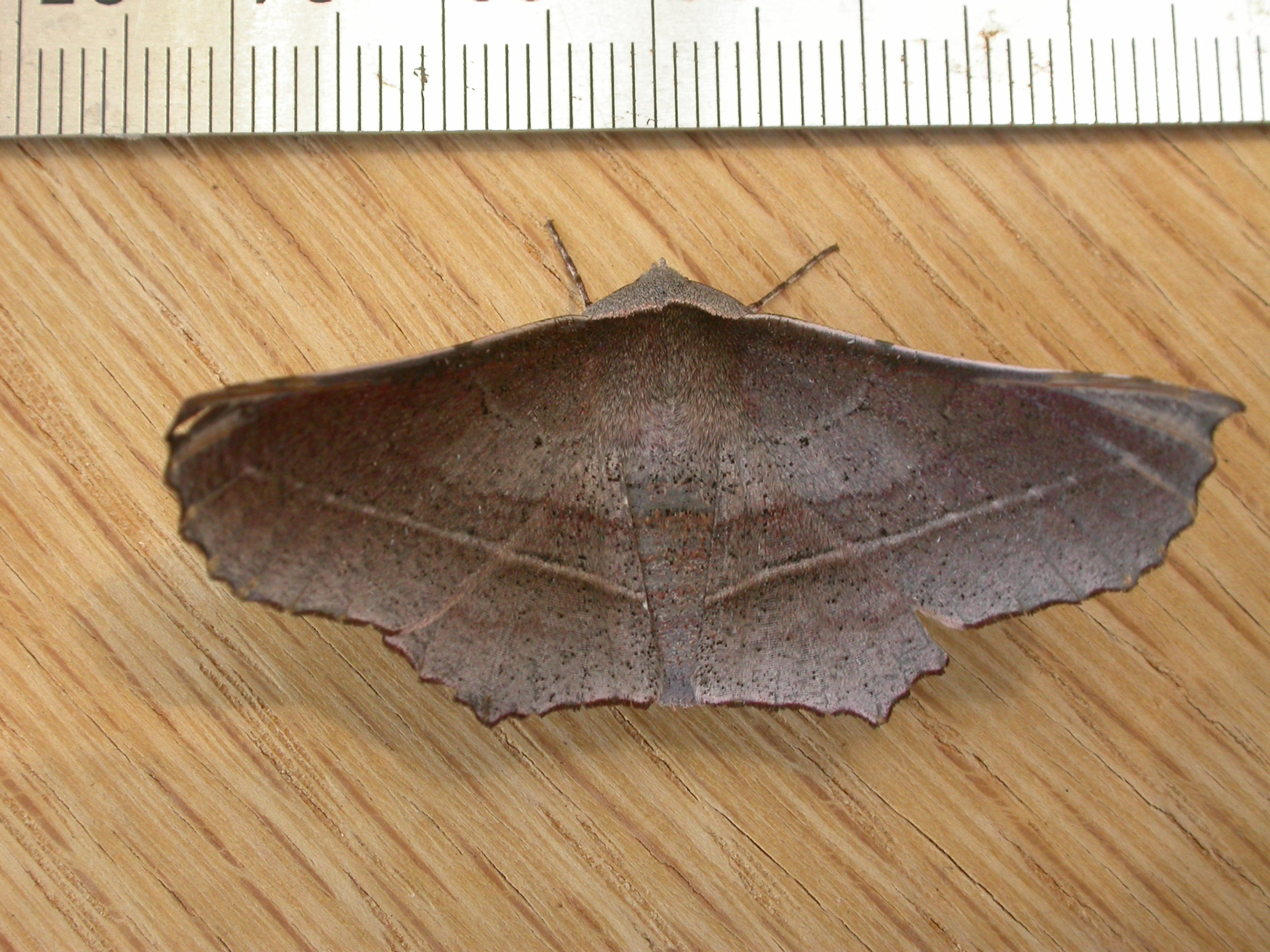
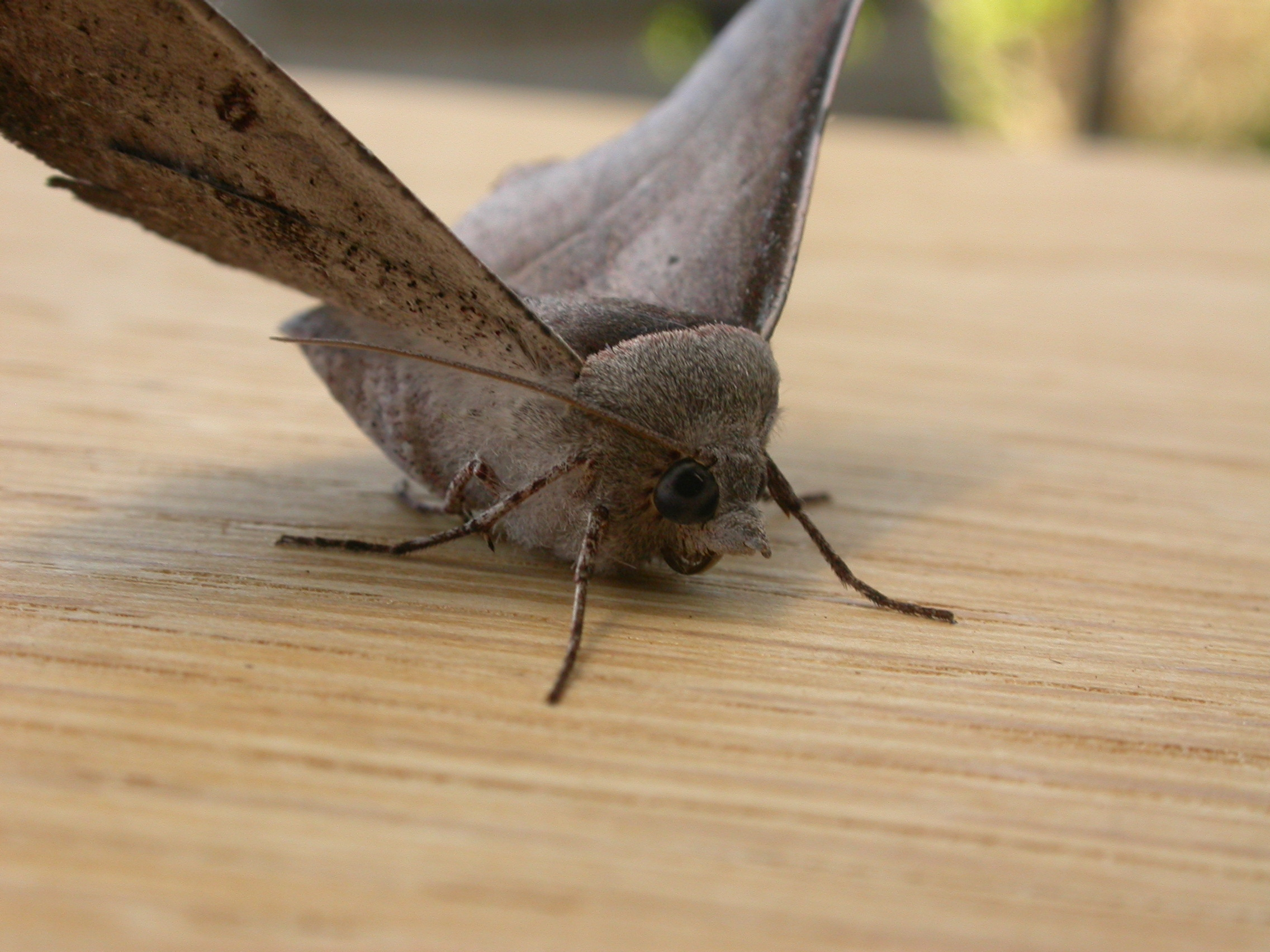
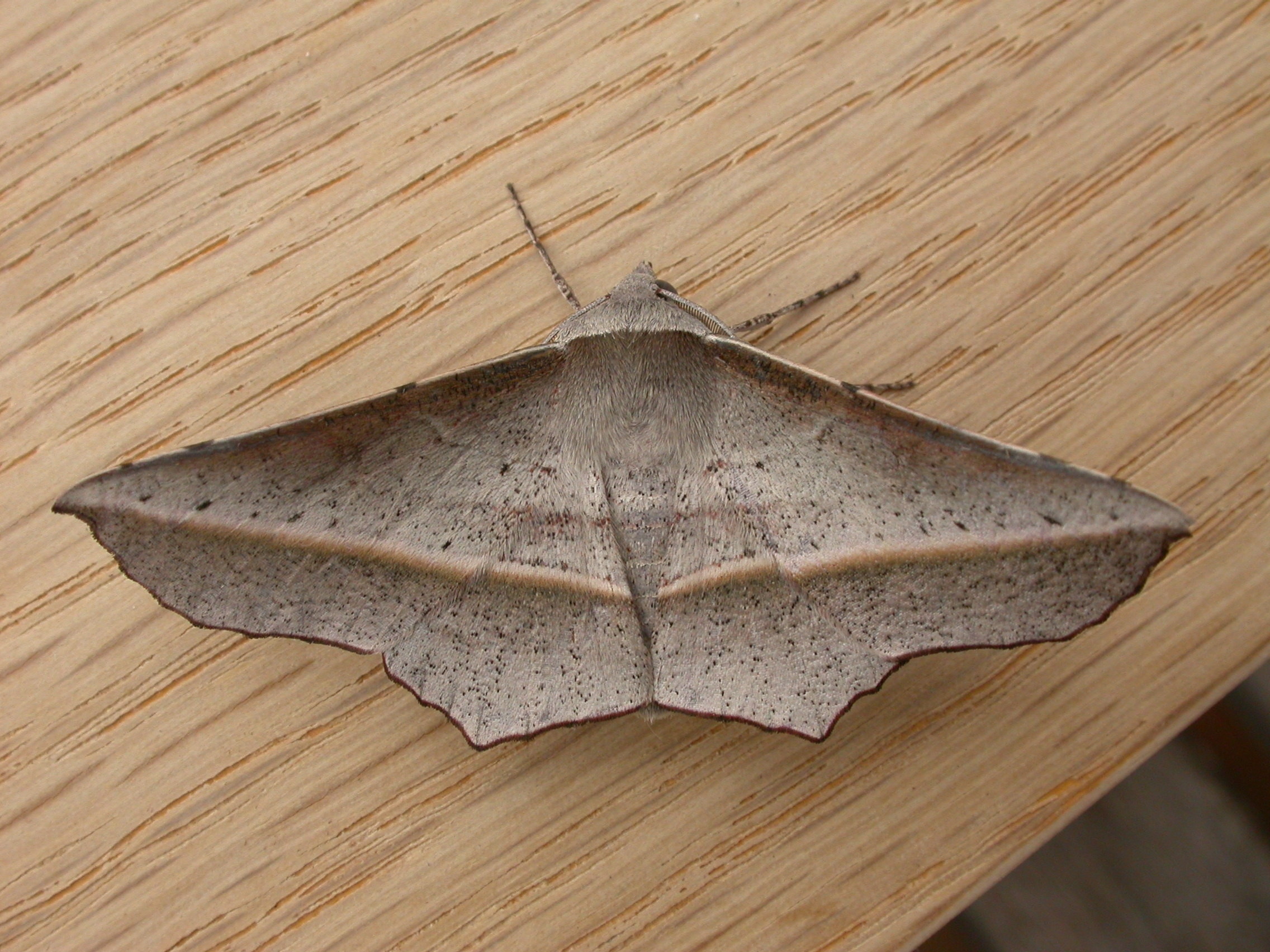
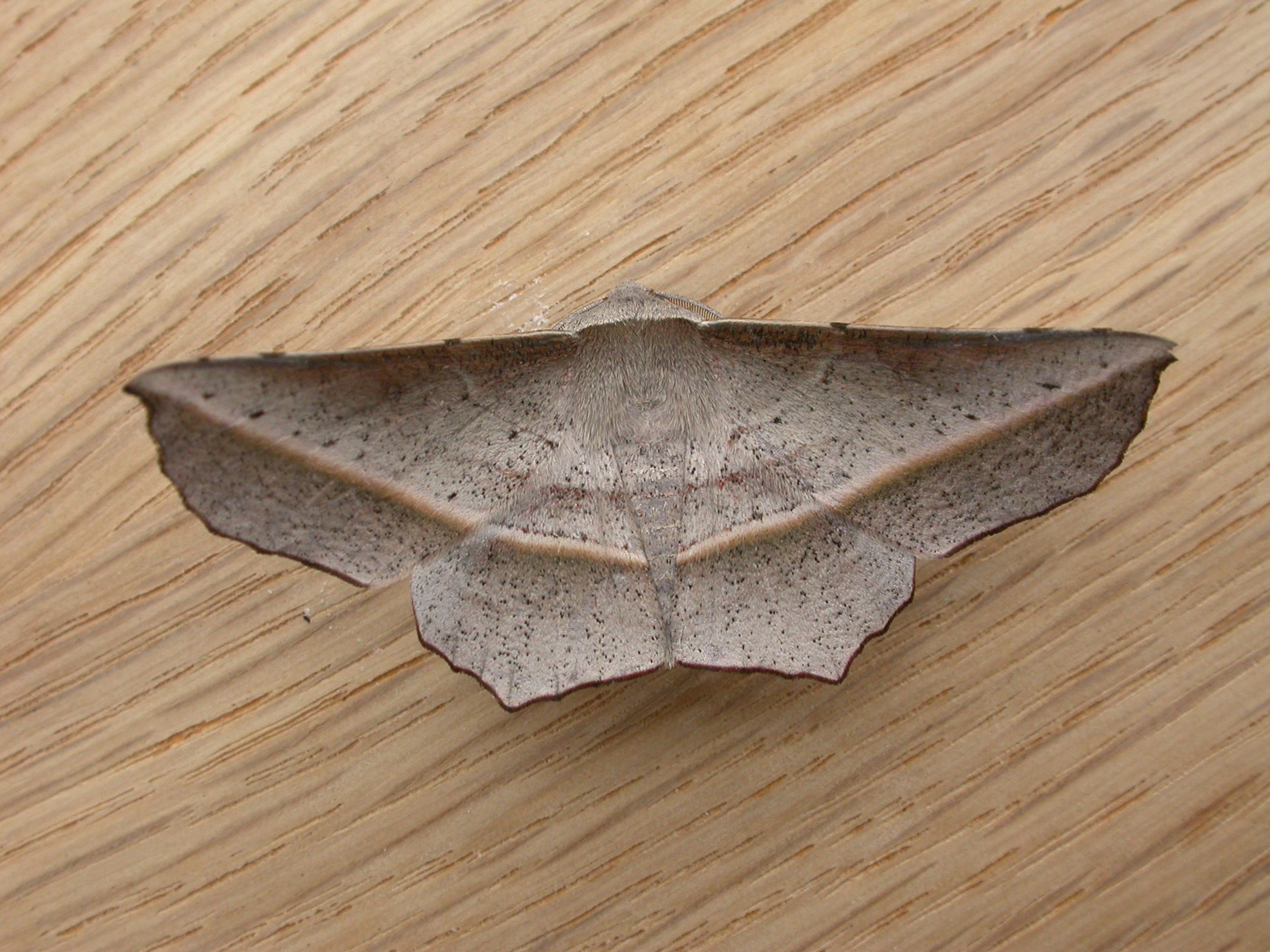